# Wilhelm Petersen (Zoologe)
Wilhelm Konstantin Frommhold Petersen (* 31. Maijul. / 12. Juni 1854greg. in Leal, Estland; † 3. Februar 1933 in Tallinn) war ein deutsch-baltischer Zoologe.

## Leben
Petersen besuchte 1865 bis 1872 das Gymnasium in Pernau (heute Pärnu) und studierte ab 1874 Zoologie an der Kaiserlichen Universität Dorpat, wo er Mitglied des Corps Neobaltia war. 1875 bis 1877 unternahm er eine wissenschaftliche Reise nach Südamerika, im Sommer 1878 nach Lappland. 1878 erlangte er den Grad eines Mag. zool.
Weiteren Reisen nach Persien (1881), Transkaukasien und Armenien (1882) folgte 1884 bis 1890 eine Anstellung als Oberlehrer, 1890 bis 1915 als Direktor der Petrirealschule und von 1915 bis 1917 als Direktor der Domschule zu Reval. 1918 wurde er Kreisschulinspektor für Harrien. 1919 erhielt er die Ehrendoktorwürde der philosophischen Fakultät der Universität Königsberg.
Wilhelm Petersen war korrespondierendes Mitglied der Kaiserlichen Geographischen Gesellschaft in Sankt Petersburg, 1900–1908 Vizepräsident und 1908–1918 Präsident der Estländischen Literarischen Gesellschaft im damaligen Reval. Dort war er Begründer und Präsident der Sektion für Provinzielle Naturkunde und später Ehrenmitglied der Gesellschaft. Die Ehrenmitgliedschaft erhielt er außerdem durch die Russische Entomologische Gesellschaft in St. Petersburg, den Naturforscherverein in Riga, die Deutsche Entomologische Gesellschaft in Berlin und die Societas Entomologica Helsingforsiensis. 1910 wurde er in Brüssel zum ständigen Vorstandsmitglied der Internationalen Zoologenkongresse gewählt und 1912 zum Mitarbeiter an der von der Akademie der Wissenschaften in St. Petersburg herausgegebenen Fauna Rossii ernannt.

## Werke
- Die Lepidopteren-Fauna des arktischen Gebiets von Europa und die Eiszeit, Mag. Diss., 1881
- Reisebriefe aus Transkaukasien und Armenien, 1884
- Fauna baltica, Band I: Rhopalocera, 1890
- Über indifferente Charaktere als Artmerkmale. Zur Frage der geschlechtlichen Zuchtwahl
- Eesti päevaliblikad. Systematische Bearbeitung der Tagfalter Estlands, 1927
- Lepidopteren-Fauna von Estland, 2 Bände, 1924
- Die Blattminierer-Gattungen Lithocolletis und Nepticula, 2 Bände, 1927–1929